# Scomberomorus plurilineatus
Thazard Kanadi
Pour les articles homonymes, voir Scomberomorus et Thazard.
Espèce
Statut de conservation UICN

 DD  : Données insuffisantes
Scomberomorus plurilineatus, communément appelé en français par la FAO Thazard Kanadi, est un poisson de mer de la famille des Scombridae.

## Répartition
Scomberomorus plurilineatus se rencontre dans les eaux occidentales de l'océan Indien : des Seychelles, du Kenya et du Zanzibar jusqu'en Afrique du Sud et le long des côtes de Madagascar. Cette espèce vit jusqu'à 200 m de profondeur.

## Description
La taille maximale connue pour Scomberomorus plurilineatus est de 120 cm et un poids maximal de 12,5 kg. En Afrique du Sud, les espèces atteignent 50% de leur maturité à l'âge de 2 ans et leur taille habituelle est d'environ 74 cm. Son espérance peut aller jusqu'à 6 ans.